# Karmanowo (dieriewnia, rejon janaulski)
Karmanowo (ros. Карманово) – wieś (dieriewnia) przy stacji kolejowej w Rosji, w Baszkortostanie, w rejonie janaulskim. W 2010 liczyła 207 mieszkańców.